# Roundtable on Sustainable Palm Oil
Der im Jahr 2004 auf Initiative des WWF gegründete Roundtable on Sustainable Palm Oil (RSPO; englisch für ‚Runder Tisch für nachhaltiges Palmöl‘) versucht, als zentrale Organisation nachhaltige Anbaumethoden für Palmöl zu fördern und so die Umweltschädigung zu begrenzen. Mitglieder des Roundtable sind neben Umweltschutzverbänden und anderen NGOs vor allem Unternehmen und Institutionen aus der Wertschöpfungskette des Palmöls, darunter Plantagenbetreiber, Händler und industrielle Abnehmer von Palmöl, aber auch Investoren und Banken.

## Geschichte
Im Jahr 2001 begann der WWF, Möglichkeiten für einen runden Tisch zu sondieren. Ergebnis war 2002 eine informelle Kooperation mit einigen Produzenten und Handelsunternehmen. In ersten Treffen bereiteten diese Organisationen die Gründung des RSPO vor. Das Gründungstreffen fand in Malaysia im August 2003 unter Beteiligung von 200 Teilnehmern aus 16 Ländern statt. Die Teilnehmer erklärten ihre Absicht, den runden Tisch zu unterstützen. Schließlich wurde der RSPO am 8. April 2004 in Zürich vom WWF, dem malaysischen Palmölverband (MPOC), der Migros, Unilever und dem internationalen Pflanzenölverarbeiter AAK formal als Verein gegründet.
Im November 2007 traten die RSPO-Prinzipien und Kriterien für die nachhaltige Produktion von Palmöl in Kraft. Ende 2008 war das erste zertifizierte Palmöl am Markt verfügbar.
2018 gab Coop bekannt, in Zukunft bei Eigenmarken auf andere Öle auszuweichen oder gegen Bio-Suisse-zertifiziertes Palmöl zu ersetzen.

## Organisation

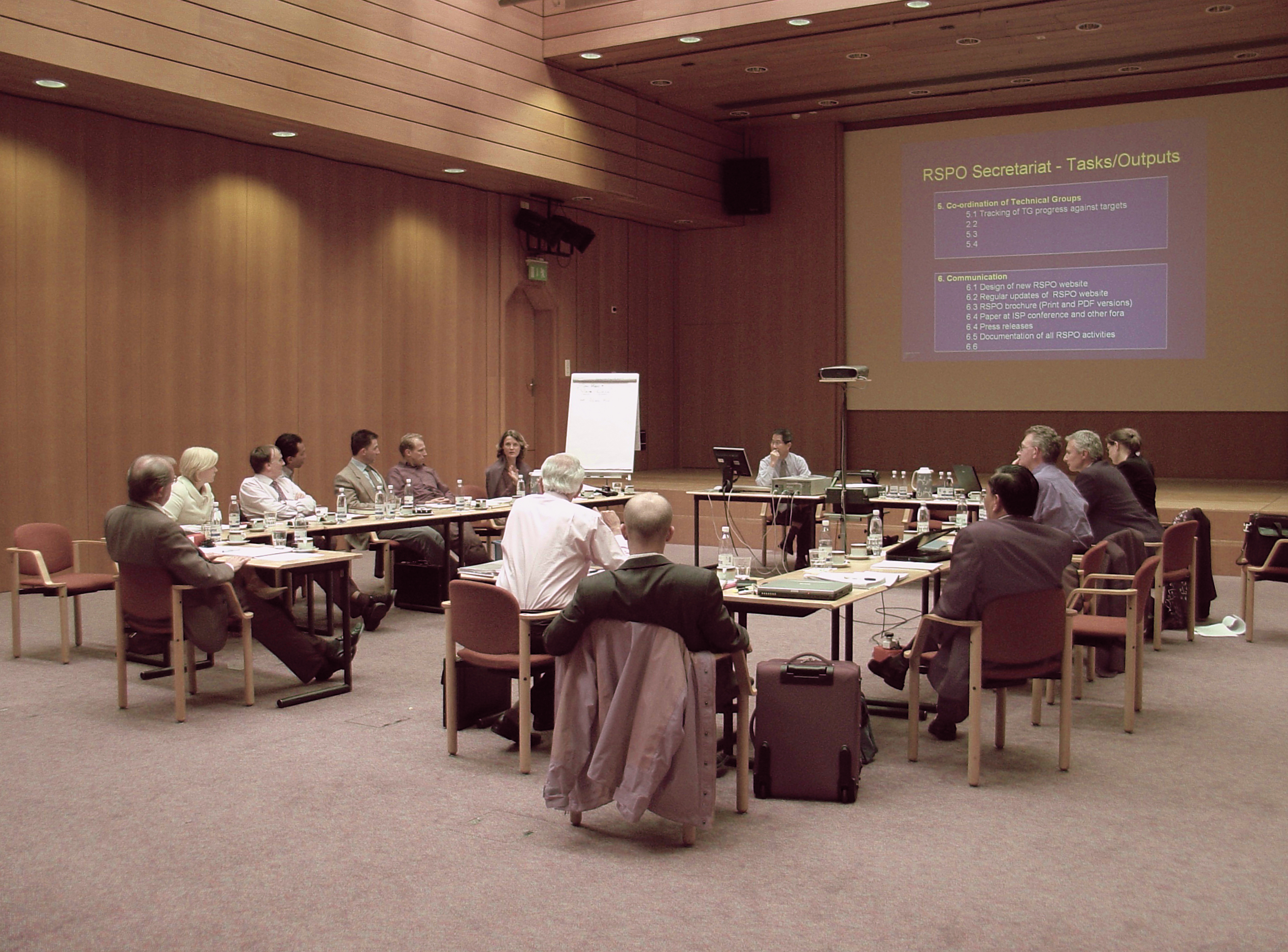
Zweites Roundtable-Treffen (RT2) in Zürich, 2005

Der RSPO ist ein Verein mit Sitz in Zürich. Gewöhnliche Vollmitglieder müssen mit Bezug zur Palmöl-Lieferkette tätig sein und sollen aktiv zur Arbeit des Runden Tisches beitragen. Andere interessierte Akteure können assoziierte Mitglieder werden. Der RSPO wird, zumindest zahlenmäßig, von der Wirtschaft dominiert. Im Oktober 2009 hatte der RSPO 312 Vollmitglieder, von denen die weitaus meisten (Okt. 2009: 206) aus den Bereichen Anbau, Verarbeitung und Handel stammten. Etwa 6,7 % stellten Umwelt- und Entwicklungsorganisationen. Dazu kamen Organisationen aus übrigen Wirtschaftssektoren, wie Banken und Investoren. 2018 zählt das freiwillige Regelwerk 3659 Mitglieder. Drei Viertel davon sind Verarbeiter und Großverteiler.
In einer Generalversammlung wählen die Vollmitglieder den Vorstand. Assoziierte Mitglieder haben ein Teilnahme- aber kein Wahlrecht. Der Vorstand ist nach einer Quotenregelung zusammengesetzt, Nichtregierungsorganisationen stellen danach vier der insgesamt 16 Vorstandsmitglieder.
Der vom Vorstand ernannte Generalsekretär und angestellte Mitarbeiter sind für die operativen Geschäfte des Vereins zuständig. Die Geschäftsstelle des Vereins befindet sich in Kuala Lumpur, Malaysia, und wird von einem Büro in Indonesien unterstützt. Der Vorstand kann Arbeitsgruppen einsetzen. Der RSPO hat drei Arbeitsgruppen, nämlich zu den Themen Standards und Zertifizierung, Handel und Nachverfolgbarkeit sowie Öffentlichkeitsarbeit.
Die Mitglieder sind gezwungen, den Absatz von nachhaltigem Palmöl «zu fördern und nicht zu beeinträchtigen». Das schreiben die internen Richtlinien zur Marktkommunikation seit November 2016 vor. Der springende Punkt: Negativwerbung ist nicht erlaubt. Die Mitglieder dürfen nicht einmal sagen, dass der Verzicht auf Palmöl bei einem Produkt umweltverträglicher sei als nachhaltiges Palmöl. Falls sie sich nicht daran halten, kann die RSPO-Organisation rechtliche Schritte gegen sie einleiten.

## Standards

### RSPO-Prinzipien und -Kriterien
Der RSPO hat eine Reihe von Prinzipien und Kriterien (englisch Principles and Criteria, abgekürzt P&C) definiert, bei deren Anwendung der Anspruch einer nachhaltigen Palmölproduktion erfüllt sein soll.
Der Katalog umfasst acht Prinzipien mit je ein bis elf Kriterien. Zu den Kriterien sind Indikatoren und Richtlinien angegeben, anhand derer die Einhaltung der Kriterien überprüfbar sein soll. Die acht Prinzipien sind:
1. Bekenntnis zu Transparenz,
2. Einhaltung von Gesetzen und sonstigen rechtlichen Bestimmungen, zum Beispiel die rechtmäßige Nutzung von Anbauflächen,
3. Bekenntnis zu langfristiger wirtschaftlicher Tragfähigkeit,
4. Anwendung angemessener, bewährter und vorbildlicher Methoden durch anbauende Betriebe und Mühlen, zum Beispiel zur langfristigen Wahrung der Bodenfruchtbarkeit und Erosionsvermeidung oder beim Einsatz von Agro-Chemikalien,
5. Verantwortung gegenüber der Umwelt und Wahrung natürlicher Ressourcen und der Biodiversität,
6. verantwortungsvolle Berücksichtigung der Angestellten und betroffener Individuen und Gemeinden,
7. verantwortungsvolle Entwicklung neuer Anbaugebiete,
8. Bekenntnis zur kontinuierlichen Verbesserung in Haupt-Arbeitsgebieten.

Indikatoren und Richtlinien enthalten vor allem allgemeine, qualitative Anforderungen an Pläne, Dokumentation und Nachweise. Die Auslegung und Anwendung dieser generischen Prinzipien und Kriterien wird vom RSPO für die einzelnen Anbauländer in nationalen Richtlinien konkretisiert.

### RSPO-RED-Anforderungen
Die RSPO-RED-Anforderungen für Palmölproduzenten, Verarbeiter und die Lieferkette ergänzen die Prinzipien und Kriterien um einen Anforderungskatalog, der die Einhaltung der Nachhaltigkeitsanforderungen aus der Richtlinie 2009/28/EG (Erneuerbare-Energien-Richtlinie, engl. Renewable Energies Directive – RED) gewährleisten soll. Nur Flächen, die im Januar 2008 bereits für die Palmölproduktion genutzt wurden, können diese Anforderungen erfüllen. Wenn es sich um Torf- oder Feuchtgebiete handelte, dürfen sie seit 2008 nicht entwässert worden sein. Zertifizierte Betriebe müssen ab April 2013 die Reduktion von Treibhausgasemissionen nachweisen. Kleinbauernkooperativen werden derzeit nicht nach RSPO-RED zertifiziert. Entlang der Lieferkette sind als Kontrollverfahren nur Segregation oder Mass Balance zulässig.
Die Europäische Kommission hat beschlossen, dass das RSPO-RED-System Nachhaltigkeitskriterien für Biokraftstoffe der Erneuerbare-Energien-Richtlinie erfüllt.

## Zertifizierung und Produktkennzeichnung

RSPO-Umweltzeichen auf einer Verpackung von Keksen mit Palmöl, das nach dem Massenbilanz-Ansatz zertifiziert ist

Ein Zertifizierungssystem soll die Einhaltung der Prinzipien und Kriterien sicherstellen. Erzeuger werden bei der RSPO-Zertifizierung daraufhin geprüft, dass Palmöl entsprechend diesen Kriterien produziert wurde. Die RSPO-Zertifizierung von Händlern und anderen Unternehmen der Lieferkette soll sicherstellen, dass Angaben über die Verwendung zertifizierten Palmöls der Wahrheit entsprechen (Siehe Produktkette). Die RSPO-Zertifizierung der Lieferkette erlaubt und prüft hierbei verschiedene Arten von Angaben:
Book and Claim
Dies stellt ein Zertifikathandelssystem dar. Erzeuger verkaufen für zertifiziertes Palmöl Zertifikate, das Palmöl selbst geht dann wie nichtzertifiziertes in die weitere Verarbeitung. Unternehmen am Ende der Wertschöpfungskette können die Zertifikate dann entsprechend ihrer verwendeten Menge an nichtzertifiziertem Palmöl kaufen. Damit wäre sichergestellt, dass für das in einem Endprodukt verwendete Palmöl eine entsprechende Menge zertifiziertes Palmöl produziert wurde. Für ein solches Endprodukt ist als Umweltzeichen die Angabe erlaubt, dass es die Produktion nachhaltigen Palmöls unterstützt. Das Zertifikathandelssystem wird vom Unternehmen Greenpalm betrieben.
Entsprechende Produkte können mit einem Greenpalm-Logo und optional mit dem Zusatz „Trägt zur Herstellung von zertifiziertem nachhaltigen Palmöl bei.“ gekennzeichnet sein.Identity Preserved ‚Identitätssicherung‘
Mass Balance
Ein bestimmtes Mischungsverhältnis aus zertifiziertem und nicht-zertifiziertem Palmöl entlang der Lieferkette bis zum Endprodukt soll sichergestellt sein.
Entsprechende Produkte können mit RSPO-Logo mit dem Zusatz „Gemischt“ und optional „Erhöht die Produktion von zertifiziertem nachhaltigem Palmöl.“ gekennzeichnet sein.
Segregation
In jeder Stufe entlang der Lieferkette soll zertifiziertes Palmöl von nichtzertifiziertem getrennt bleiben. Das Endprodukt würde in diesem Fall tatsächlich nur zertifiziertes Palmöl enthalten, das allerdings aus verschiedenen Quellen stammen kann.
Entsprechende Produkte können mit RSPO-Logo mit dem Zusatz „zertifiziert“ und/oder „Dieses Produkt enthält zertifiziertes, nachhaltiges Palmöl.“ gekennzeichnet sein.
Identitätssicherung
Die Rückverfolgbarkeit von Öl bis zur einzelnen, konkreten Plantage soll möglich sein. Die niederländische Organisation UTZ Certified bietet als Partner des RSPO einen Dienst an, mit dem sich der Weg von so zertifiziertem Öl bis zur letzten Raffinerie nachvollziehen lässt.
Entsprechende Produkte können mit RSPO-Logo mit dem Zusatz „zertifiziert“ und/oder „Dieses Produkt enthält zertifiziertes, nachhaltiges Palmöl.“ gekennzeichnet sein.

Die Prüfung erfolgt durch eine Reihe unabhängiger Zertifizierer, zum Beispiel aus dem deutschsprachigen Raum TÜV Nord, BM TRADA Deutschland, Control Union oder agroVet Austria.

## Produktion von Palmöl
RSPO-zertifiziertes Palmöl ist seit September 2008 auf dem Markt verfügbar. Zu dieser Zeit hatten RSPO-Mitglieder einen Anteil von 35 % an der weltweiten Palmölproduktion. Jedoch ist nur ein geringer Teil der Gesamtproduktion der RSPO-Mitglieder tatsächlich zertifiziert. Produktion und Absatz an Palmöl liegen deutlich unter den anfänglichen Erwartungen. Für den Zeitraum bis Ende 2008 erwartete der RSPO eine Produktion von 1,5 Mio. t zertifiziertem Palmöl und für die Zukunft deutliche Produktionssteigerungen. Demgegenüber erreichte die Gesamtproduktion seit Markteintritt erst im März 2010 die Marke von 1,8 Mio. t und die Monatsproduktion lag bei 128.000 t. Nicht in allen Monaten konnte die Gesamtproduktion abgesetzt werden. Die Nachfrage war zum Start der RSPO-Zertifizierung zu gering. Die weltgrößten Verbraucher, China und Indien, zeigten wenig Interesse an nachhaltig produziertem Palmöl. Der Preis für RSPO-zertifiziertes Palmöl lag etwa 8–15 % über dem für nicht-zertifiziertes. Der größte Teil des Öls wurde über das Zertifikathandelssystem Book and Claim verkauft.

## Kritik
Der RSPO wird dahingehend kritisiert, dass Nachhaltigkeitsziele und soziale Ziele durch die Zertifizierung nicht erreicht werden. Zahlreiche Umweltorganisationen wie Greenpeace oder Rettet den Regenwald werfen dem RSPO Greenwashing vor. In einer gemeinsamen Erklärung kritisierten 256 Umwelt-, Sozial- und Menschenrechtsorganisationen aus aller Welt das Label massiv und bezeichnen es als „Etikettenschwindel“: Das Vertrauen von Verbrauchern wird durch Unternehmen missbraucht, indem sie Produkte aus „umweltfreundlicher Produktion“ anbieten und Palmöl aus RSPO-zertifizierter Produktion als nachhaltig ausweisen, obwohl es tatsächlich nicht umweltfreundlich und nachhaltig produziert ist. Zudem seien Landraub, Vertreibung indigener Völker und die Zerstörung von Primär-Regenwald an der Tagesordnung, da die Auflagen des RSPO zu schwach sind und keine wirkungsvollen Sanktionen vorgesehen seien. Darüber hinaus stellen die Organisationen heraus, dass riesige Plantagen aus Monokulturen von Palmölbäumen niemals nachhaltig sein würden. Die Plantagen führen zu Entwaldung und in der Folge zum Verlust der biologischen Vielfalt, zu Überschwemmungen, schlimmeren Dürren, Bodenerosion, Gewässerverschmutzung und dem Aufkommen von Schädlingen infolge Zusammenbruchs des ökologischen Gleichgewichts und Veränderungen in den Nahrungsmittelketten. Des Weiteren haben die Rodungen von Regenwald und Trockenlegung von Torfmooren vor allem in Südost-Asien gravierende Folgen für das weltweite Klima, da riesige Mengen an Kohlenstoffdioxid frei werden.
Der Dokumentarfilm Der Pakt mit dem Panda, der im Juni 2011 in der ARD lief, zeigt Auswirkungen der RSPO und greift die hier beschriebenen Kritikpunkte auf. Ebenso kritisch befasst sich die Reportage Schokolade, Shampoo, Sonnencreme – Wie Alltagsprodukte den Regenwald zerstören des ZDF mit diesem Thema. Der Umweltverband WWF, Initiator des RSPO, sieht dessen Standards und Kennzeichnung nicht als Ökosiegel, er definiere lediglich Mindeststandards.
Bereits abgewendet von der Label-Organisation hat sich die Schweizer Stiftung PanEco, die sich für den Schutz des Regenwaldes in Indonesien einsetzt. Paneco ist im Frühling 2016 als erste Non-Profit-Organisation beim Runden Tisch ausgestiegen. «Es hat bei RSPO jahrelang praktisch keine Verbesserungen gegeben», sagt Irena Wettstein von Paneco. RSPO-zertifiziertes Palmöl sei «nicht nachhaltig». Wettstein spricht sogar von «Etikettenschwindel».
Im Januar 2018 reichten Bewohner zweier Dörfer auf der Insel Borneo mit Hilfe einer Bürgerrechtsorganisation Beschwerde gegen den RSPO bei der OECD ein. Der RSPO habe auf ihre Beschwerde über Landraub durch das Unternehmen Sime Darby nicht reagiert. Das Unternehmen widerspricht dieser Darstellung.

### Kein nachhaltiger Anbau möglich
Zunächst ist ein „nachhaltiger“ Anbau von Palmöl auf eine umweltverträgliche Art und Weise kaum möglich. Die RSPO-Kriterien dienen nur dem Erhalt von Waldgebieten mit „hohem Schutzwert“, andere Waldgebiete können in Palmölplantagen umgewandelt werden. In der Praxis führt dies zu fragmentierten, kleinen geschützten Waldgebieten, die eine deutlich geringere Biodiversität, beispielsweise von Vogelarten, aufweisen.
Der von der Industrie als „umweltverträglich“ benannte sogenannte „selektive Einschlag“ sieht vor, nur das gewünschte Holz (z. B. per Seilzug) aus dem Regenwald zu entfernen. Doch selbst dann wird eine breite Schneise umliegender Bäume in Mitleidenschaft gezogen; infolgedessen kommt es zu Bodenerosion. Darüber hinaus haben viele der gewünschten Baumarten eine besonders lange Wachstumsphase und sind nur vereinzelt verbreitet. Sie zu roden bedeutet, das Überleben der jeweiligen Art nachhaltig zu gefährden. Dies steht in direktem Widerspruch zu einem der offiziellen Hauptziele des RSPO, den ökologischen Schaden zu begrenzen.

### Wirtschaftliche Interessen stehen über ökologischen und sozialen
Da sich das Gremium aus 303 Mitgliedern zusammensetzt, von denen 282 Wirtschaftsunternehmen den Hauptanteil stellen, kommt den verbleibenden 21 Umwelt- und Sozialorganisationen wohl kaum eine tragende Rolle zu. Der RSPO ist daher in erster Linie ein Gremium zur Durchsetzung von Interessen der Industrie. Zudem lässt der RSPO länder-spezifische politische Grundsatzfragen wie z. B. den Schutz indigener Völker außer Acht. Auch dies steht in direktem Widerspruch zu einem der offiziellen Hauptziele des RSPO, soziale Kontraste zum Wohle der Bevölkerung zu minimieren.

### Kleinbauern nicht ausreichend eingebunden
Kleinbauern waren nicht entsprechend ihrem Anteil an der Palmölproduktion in den Standardsetzungsprozess eingebunden. Die Einhaltung der RSPO-Kriterien wird für Kleinbauern als schwierig erachtet.
Der aktuelle Fokus des RSPO auf nationale Kriterien lässt wichtige regionale Unterschiede außer Acht, zum Beispiel hinsichtlich Wettbewerb und Verhandlungsmacht der Akteure. Bedeutende Änderungen und Standardisierungen auf Distriktebene sind für eine Verbesserung sozialer Bedingungen wichtig, zum Beispiel würden standardisierte, faire Verträge helfen, die Rechte von Kleinbauern zu stärken.
Der RSPO hat eine Arbeitsgruppe eingerichtet, die eine bessere Berücksichtigung von Kleinbauern diskutiert.